# Bittiolum varium
Bittiolum varium är en snäckart som först beskrevs av Ludwig Pfeiffer 1840.  Bittiolum varium ingår i släktet Bittiolum och familjen Cerithiidae. Inga underarter finns listade i Catalogue of Life.